# Кёлмен
Кёлмен (болг. Кьолмен) — село в Болгарии. Находится в Шуменской области, входит в общину Вырбица. Население составляет 88 человек.

## Политическая ситуация
Кёлмен подчиняется непосредственно общине и не имеет своего кмета.
Кмет (мэр) общины Вырбица — Исмаил Мехмед Мехмед Движение за права и свободы (ДПС)) по результатам выборов в правление общины.